# 雁木

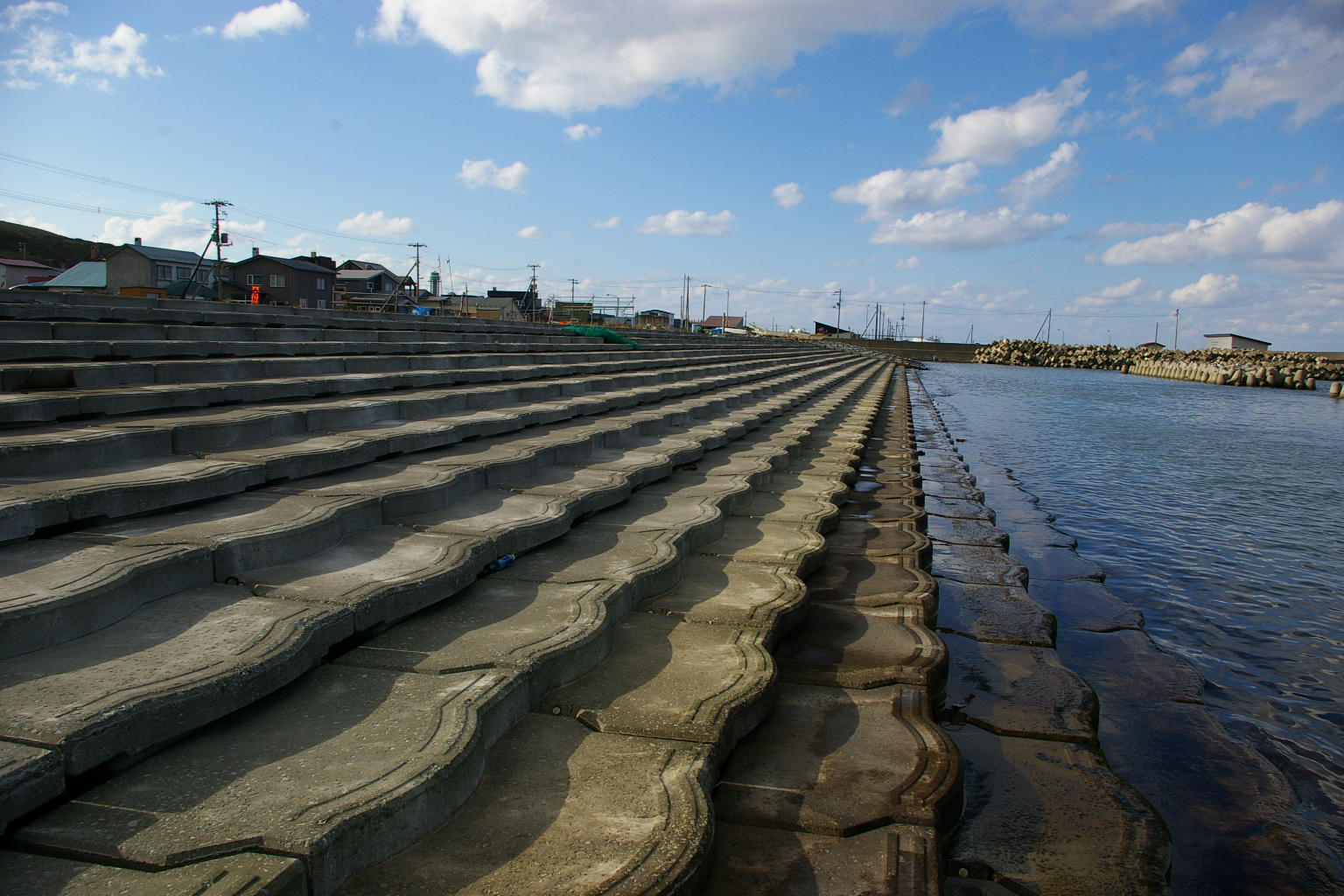
北海道稚內副港的雁木

雁木（日语：／ Gangi */?），為日本江戶時代和船操船技術之一，是碼頭邊階梯狀的構造。由於潮汐，港灣在滿潮與乾潮時水位不同，因此設計高低落差的結構，搭配木板，即使水位不同也能上下船隻。現代港口多以浮橋取代。